# Оленьи пруды
Оле́ньи пруды — комплекс водоёмов на северо-востоке города Москвы. Представляет собой каскад из пяти прудов — Верхнего Майского, Нижнего Майского, Лебяжьего, Большого Оленьего и Малого Оленьего. Расположен в Восточном административном округе на территории парка культуры и отдыха Сокольники в пойме маловодного Оленьего ручья.

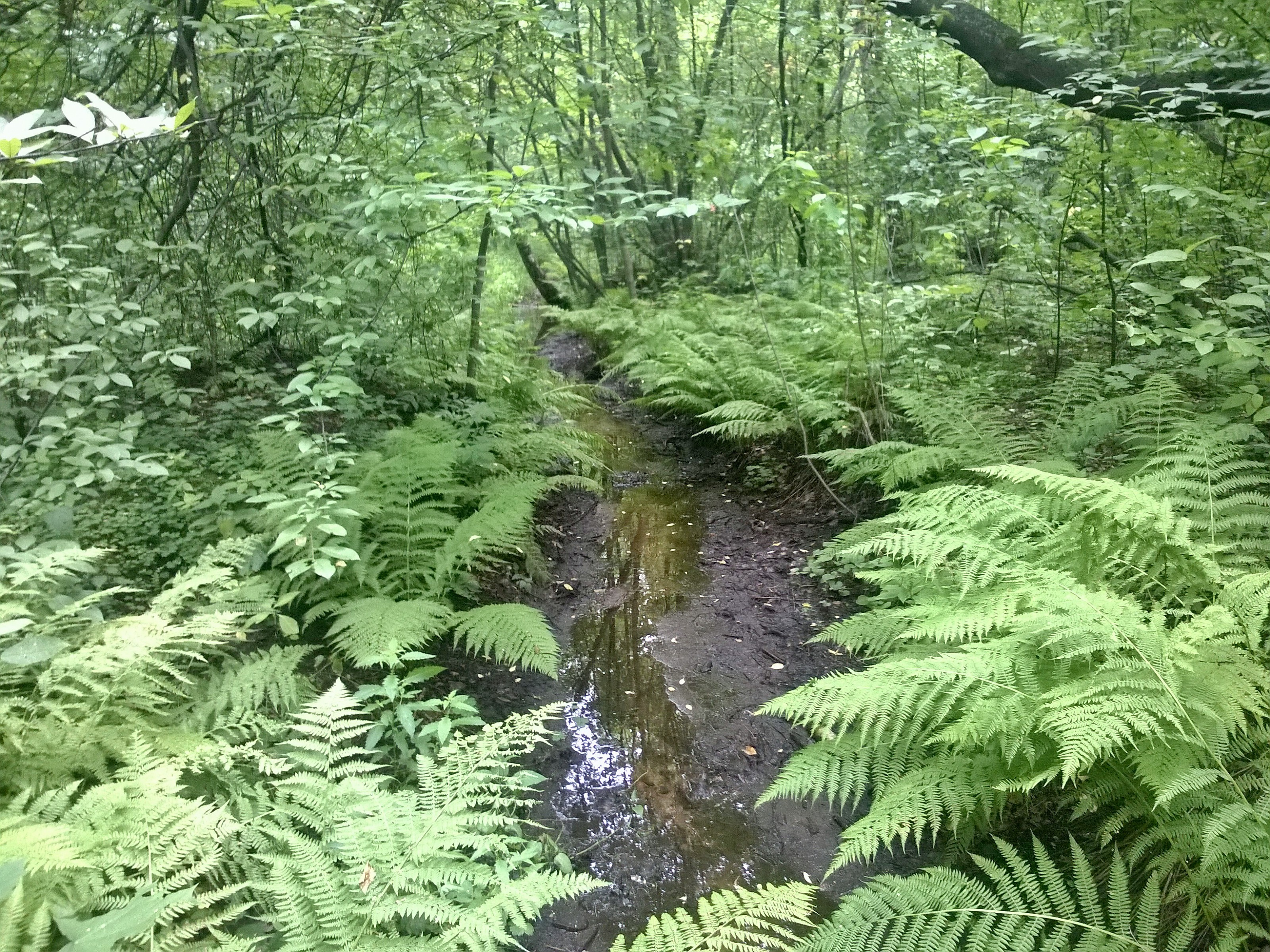
Олений ручей

Комплекс был образован во времена царя Алексея Михайловича, когда в пойме Оленьего ручья — правого притоком реки Яузы — была поставлена запруда. Пруды получили своё название от гидронима «Олений Ручей», связанного с царской охотой. В 1896 году с целью поддержания системы прудов в Оленьей роще была сооружена плотина. В советское время Олений ручей и Оленьи пруды имели альтернативные названия — Маланинский и Маланинские соответственно, под такими названиями они указывались в гидрологических справочниках.
Верхний и Нижний Майские пруды находятся в конце Майского просека, Лебяжий пруд — между Богородским шоссе и улицей Большой Оленьей, Большой и Малый Оленьи пруды — между улицей Большой Оленьей и Малым Оленьим переулком. У Верхнего Майского пруда расположен храм Тихона Задонского, рядом с Малым Оленьим прудом — футбольный манеж «Спартак».
Пруды имеют общую площадь 3,7 гектара, между собой сообщаются верховыми переливами. Питаются грунтовыми и поверхностными водами, а также за счёт городского водоканала. Берега укреплены железобетонными плитами, ложе песчаное, средняя глубина — 2,5 м.
Площадь самого крупного, Большого Оленьего пруда, — 1,3 гектара. Пруд имеет пологие берега, северный берег песчаный, остальные укреплены железобетонными плитами. Дно песчаное. Ранее использовался для купания. Достопримечательностью пруда являлся островок площадью 0,3 гектара с китайской беседкой и фонтаном, к которому был перекинут ажурный мост. В 1913—1915 годах на берегу пруда по проекту архитектора Карла Грейнерта был построен бревенчатый терем ресторана «Олень», в котором работали однодневный дом отдыха, школа танцев и библиотека. В 1992 здание было уничтожено пожаром.
Летом на Оленьих прудах можно увидеть цветущие кувшинки, выращенные по специальной технологии в мелких тёплых искусственных водоёмах в большом розарии парка «Сокольники». Среди них белая кувшинка «Марлеака Альбида», розовая — «Марлеака розеа» и тёмно-розовая — «Аттракцион».
Оленьи пруды